# Колстон, Рэлей
Рэлей Эдвард Колстон (англ. Raleigh Edward Colston) (1 октября 1825 – 29 июля 1896) - американец французского происхождения, военный, картограф и писатель. Служил бригадным генералом в армии Конфедерации во время гражданской войны в США и командовал дивизией в сражении при Чанселорсвилле. После войны служил в Египте.

## Ранние годы
Колстон родился в Париже. Он был приемным сыном Марии-Терезы, герцогини Вальми (1775-1845) и вирджинского врача Рэлей Эдварда Колстона (1796-1881), который дал ему своё имя. Первым мужем его матери был наполеоновский генерал Этьен Келлерман. Настоящих своих родителей Колстон не знал.
В 1842 году молодой Колстон был направлен учиться в США и поселился у своего дяди в вирджинском округе Беркли. Дядя хотел сделать из него пресвитерианского священника, но Колстон избрал карьеру военного. В 1843 он поступил в вирджинский военный институт, который окончил 4 июля 1846 года, 4-м в классе из 14-ти кадетов. После выпуска он остался в академии преподавать французский язык. C 1859 года он преподавал военную стратегию и историю. Вскоре он женился на Луизе Мэриуитер Буэвер из округа Рокбридж. У них было две дочери: Мэри-Франсес и Луиз-Элизабет. Колстон и группа кадетов академии присутствовали в качестве охраны при казни Джона Брауна.

## Гражданская война
В апреле 1861 года Вирджиния вышла из Союза и губернатор велел Колстону направить корпус кадетов в Ричмонд для тренировки. Вскоре он стал полковником 16-го вирджинского полка, который стоял в Норфолке. Колстон был свидетелем битвы на рейде Хэмптон-Роудс, о чем потом написал подробный отчет в газету.
24 декабря 1861 года Колстон стал бригадным генералом. Во время кампании на полуострове он командовал тремя полками под началом генерала Лонгстрита: 3-м вирджинским, 13-м и 14-м северокаролинскими. Однако, командование было крайне недовольно его действиями в сражении при Севен-Пайнс. Это заставило Колстона временно покинуть Северовирджинскую армию. В декабре о вернулся обратно и с января по март 1863 года командовал гарнизоном Петерсберга. В апреле его коллега по институту, генерал Томас Джексон, рекомендовал его к должности командира дивизии - Колстон стал командовать бывшей дивизией Исаака Тримбла, в состав которой входило 4 бригады:
- Бригада каменной стены, под ком. генерала Элиши Пакстона
- Бригада Колстона, под командованием полковника Уоррена
- Бригада Джона Роберта Джонса
- Бригада Фрэнсиса Ничолса

Во время сражения при Чанселорсвилле Томас Джексон предпринял знаменитый фланговый маневр силами трех дивизий: первой атаковала дивизия Роудса, за ней - дивизия Колстона, и третьей - дивизия Эмброуза Хилла. Однако в этом бою Колстону не повезло, его дивизия лишилась почти всех бригадных командиров: погиб Элиша Пакстон, покинул поле боя Джон Джонс, смертельное ранение получил Томас Гарнетт, ранили генералов Уоррена и Николса. Колстон потерял контроль над дивизией, которая смешалась с рядами дивизии Роудса и тем самым ослабила эффект атаки. Генерал Ли остался недоволен Колстоном и 20 мая отстранил его от командования дивизией, передав её Эдварду Джонсону. Некоторые офицеры просили оставить Колстона: в частности, офицеры 1-го и 3-го северокаролинских полков подписали прошение оставить Колстона командиром.
В 1864 году Колстон участвовал в обороне Петерсберга, а в начале 1865 года служил в Линчберге, охраняя одну из последних действующих железных дорог Конфедерации.

## В кино
В 2003 году Скотт Уоткинс сыграл роль Колстона в фильме «Боги и генералы»